# 金井務
金井 務（かない つとむ、1929年（昭和4年）2月26日 - 2013年3月19日）は、日本の経営者。元日立製作所社長、会長。京都府出身。

## 略歴
- 1958年（昭和33年）3月 - 東京大学工学部大学院修了[2]
- 1958年（昭和33年）5月 - 株式会社日立製作所入社[2]
- 1985年（昭和60年）6月 - 株式会社日立製作所常務取締役[2]
- 1987年（昭和62年）6月 - 株式会社日立製作所専務取締役[2]
- 1989年（平成元年）6月 - 株式会社日立製作所取締役副社長[2]
- 1991年（平成3年）6月 - 株式会社日立製作所取締役社長[2]
- 1993年（平成5年） - 日本インダストリアル・エンジニアリング協会会長[3]
- 1999年（平成11年）4月 - 株式会社日立製作所取締役会長[2]
- 1999年（平成11年）6月 - 日立金属株式会社取締役[2]
- 1999年（平成11年）6月 - 日立化成工業株式会社取締役[4]
- 1999年（平成11年）6月 - 日本原燃株式会社監査役[5]
- 1999年（平成11年）6月 - 日本原子力発電株式会社取締役[6]
- 2001年（平成13年）6月 - 株式会社日立総合計画研究所取締役社長[1]
- 2003年（平成15年）6月 - 日立金属株式会社取締役会長[2]
- 2004年（平成16年） - 社団法人日本機械工業連合会会長[7]
- 2005年（平成17年）6月 - 株式会社日立製作所相談役[6]
- 2013年（平成25年）3月19日 - クモ膜下出血のため死去。84歳没[8]。